# Amantea
Amantea är en ort och kommun i provinsen Cosenza i regionen Kalabrien i Italien. Kommunen hade 13 975 invånare (2017).